# 29. oktober
29. oktober je 302. dan leta (303. v prestopnih letih) v gregorijanskem koledarju. Ostaja še 63 dni.

## Dogodki
- 1187 – papež Gregor VIII. objavi bulo Audita tremendi, s katero napove tretjo križarsko vojno
- 1390 – Pariz: prva obsodba čarovništva pripelje do usmrtitve treh oseb
- 1598 – Ferdinand II. Habsburški izda ukaz, da morajo v 14 dneh iz kranjskih mest in trgov oditi vsi protestantski učitetlji in pridigarji.
- 1863 – v Ženevi ustanove Mednarodni Rdeči Križ, na začetku šteje 18 članic
- 1888 – podpisana konvencija o Sueškem prekopu
- 1918 – ustanovljena država SHS
- 1923 – Turčija vzpostavljena kot sekularna republika
- 1925 – Reza Kan zasede iranski prestol in ustanovi dinastijo Pahlavi
- 1929 – s črnim torkom se prične velika ameriška depresija
- 1940 – britanske enote se izkrcajo v Grčiji
- 1956 – Sueška kriza: začetek izraelskega napada na Egipt
- 1959 – v tedniku Pilote se prvič pojavita stripovska junaka Asterix in Obelix
- 1962 – ZDA sprostijo pomorsko blokado Kube
- 1969 – ARPANET: vzpostavljena prva povezava med dvema računalnikoma, predhodnik današnjega svetovnega spleta, interneta
- 2008 – z združitvijo Delta Air Lines in Northwest Airlines nastane največji svetovni letalski prevoznik
- 2012 – prvi protivladni protest v Mariboru v organizaciji Gibanja 29.Oktober

## Rojstva
- 1109 – Indžong, 17. korejski kralj dinastije Gorjeo († 1146)
- 1672 – Džang Tingju, kitajski politik in zgodovinar  († 1755)
- 1682 – Pierre-François-Xavier de Charlevoix, francoski popotnik, zgodovinar († 1761)
- 1811 – Louis Jean Joseph Charles Blanc, francoski utopični socialist († 1882)
- 1879 – Franz von Papen, nemški politik, diplomat († 1969)
- 1880 – Abraham Fjodorovič Joffe, ruski fizik († 1960)
- 1882 – Hippolyte Jean Giraudoux, francoski pisatelj († 1944)
- 1888 – Stanko Majcen, slovenski pisatelj († 1970)
- 1897 – Joseph Goebbels, nemški nacistični minister za propagando († 1945)
- 1910 – Alfred Jules Ayer, britanski filozof († 1989)
- 1924 – Zbigniew Herbert, poljski pesnik († 1998)
- 1947 – Richard Dreyfuss, ameriški igralec
- 1952 – Valerij Ivanovič Tokarev, ruski častnik vojaški pilot, kozmonavt
- 1955 – Roger O'Donnell, angleški glasbenik (The Cure)
- 1958 – Stefan Dennis, avstralska igralka
- 1970 – Edwin van der Sar, nizozemski nogometaš
- 1970 – Phillip Cocu, nizozemski nogometaš
- 1971 – Winona Ryder, ameriška filmska igralka
- 1973 – Robert Pirès, francoski nogometaš
- 1984 – Eric Staal, kanadski hokejist
- 1990
  - Amarna Miller, španska igralka
  - Eric Saade, švedski glasbenik
- 1989 - Primož Roglič, slovenski kolesar

## Smrti
- 1266 – Margareta Avstrijska, nemška kraljica, avstrijska vojvodinja, češka kraljica (* 1204)
- 1268:
  - Konradin Hohenstaufen, švabski vojvoda, kralj Jeruzalema, kralj Sicilije (* 1252)
  - Friderik I., mejni grof Badna (* 1249)
- 1302 – Matej iz Aquasparte, italijanski frančiškanski teolog in filozof (* 1240)
- 1321 – Štefan Milutin, srbski kralj (* 1253)
- 1339 – Aleksander Mihajlovič, tverski knez (* 1301)
- 1348 – Eleanora Portugalska, aragonska kraljica (* 1328)
- 1618 – Walter Raleigh, angleški pomorščak, dvorjan, pesnik, pisatelj (* 1552)
- 1744 – Franc Breckerfeld, slovenski teolog, matematik, astronom, latinist (* 1681)
- 1774 – Ferdinand Avguštin Hallerstein, slovenski misijonar, diplomat, matematik, astronom (* 1703)
- 1783 – Jean le Rond d'Alembert, francoski filozof, fizik, matematik (* 1717)
- 1812 – Claude François de Malet, francoski general (* 1754)
- 1877 – Nathan Bedford Forrest, ameriški general (* 1821)
- 1911 – Joseph Pulitzer, ameriški novinar madžarskega rodu (* 1847)
- 1933 – Albert Calmette, francoski bakteriolog (* 1863)
- 1950 – Gustav V., švedski kralj (* 1858)
- 1951 – Robert Grant Aitken, ameriški astronom (* 1864)
- 1971:
  - Arne Tiselius, švedski kemik, nobelovec 1948 (* 1902)
  - Duane Allman, ameriški glasbenik (* 1946)
- 1985 – Jevgenij Mihajlovič Lifšic, ruski fizik (* 1915)
- 2004 – Peter Twinn, angleški matematik (* 1916)
- 2020 – Jože Hrovat, slovenski igralec (* 1955)

## Prazniki in obredi
- Turčija – Dan republike (od 1923)